# Mimocorus quadricristatus
Mimocorus quadricristatus är en skalbaggsart som beskrevs av Stefan von Breuning 1942. Mimocorus quadricristatus ingår i släktet Mimocorus och familjen långhorningar. Inga underarter finns listade i Catalogue of Life.